# Культура мідних скарбів

Деякі артефакти з мідних скарбів: 1-2 Південна Хар'яна, 3-4 Уттар-Прадеш, 5 Мадх'я-Прадеш, 6-8 Південний Біхар, Північна Орісса, Бенгалія.

Культура мідних скарбів — енеолітічна археологічна культура стародавньої Східної Індії .
Культуру іноді називають культурою жовтої кераміки .

## Місцезнаходження та періодизація
Як правило, знахідки, пов'язані з даною культурою, зустрічаються в скарбах (звідси і назва), більшість яких знайдені в Реварі . Культура датуються II тис. до н. е., проте датування спірне, оскільки лише деякі з них походять з місць організованих розкопок з надійним археологічним контекстом.

## Артефакти та їх аналіз
Відкриття і початкові дослідження відбувалися наприкінці XIX століття, коли були знайдені мідні знаряддя цієї культури. Активні наукові розкопки пам'яток культури проводилися у другій половині XX століття.
Виявлено чотири регіональних групи скарбів: південна Хар'яна / північний Раджастхан, рівнина Ганг / Джамуна, Чота-Нагпур і Мадх'я-Прадеш, зі своїми характерними типами знахідок. Знахідки окремих предметів зі скарбів здобули популярність вже в XIX столітті.
Серед знахідок, характерних для регіону південна Хар'яна / північний Раджастхан — плоскі сокири, гарпуни, подвійні сокири, мечі з так званими антенними рукоятками тощо. В області Ганг-Джумана зустрічаються подібні знахідки. Групи знахідок з Чота-Нагпур — інші: вони включають витончені вироби і щось схоже на злитки.
Предмети в мідних скарбах, як передбачається, служили для культових цілей, оскільки на них відсутні сліди зносу, а розміри не завжди відповідають розмірам людської руки.
Етнічна приналежність носіїв культури залишається спірним питанням. Є твердження що є зв'язок з населенням, витісненим з Хараппи арійськими племенами, так і про її зв'язки з останніми. Є інша думка що носії цієї культури були пов'язані з предками народів мунда .
Останні дослідження (в тому числі Хастінапуре) дозволили визначити, що дана культури існувала до XII—XI століть до н. е., до її витіснення культурою сірої писаної кераміки .